# 朱啸虎
朱啸虎（1974年7月—）上海人，金沙江创业投资基金董事总经理，上海交通大学通信工程学士、复旦大学国际经济硕士。

## 生平
1974年生于上海的一个知识分子家庭，其父是大学教授。中学时代，朱啸虎获得了全国中学生数学竞赛一等奖，保送进入上海交通大学通信工程专业。本科毕业后，朱啸虎保送进入复旦大学，攻读国际经济硕士。毕业之后，朱啸虎加入麦肯锡，成为一名咨询顾问。期间，他与同事创办了易保网络技术有限公司。易保网起初业务是在线销售保险，半年后迫于生计改为软件业务。2007年，朱啸虎受邀加入金沙江创业投资基金，成为金沙江创投最年轻的合伙人。他经手的投资项目包括去哪儿、大智慧、兰亭集势、滴滴出行、饿了么、小红书、映客、ofo、拉手网等。